# Nicanor (nieto de Aristóteles)
Nicanor (en griego antiguo: Νικάνωρ,  Nicánor) fue sobrino, yerno y ejecutor testamentario del filósofo Aristóteles.

## Biografía
Hijo de Proxeno de Atarneo y Arimneste, la hermana de Aristóteles, siendo por lo tanto, sobrino del filósofo estagirita. También se convirtió en su yerno después de su muerte, como informa en el testamento del filósofo según Diógenes Laercio, teniendo como esposa a su hija Pitias la joven. Nicanor también fue nombrado administrador del patrimonio de su esposa, heredado de su difunto padre, y el de Nicómaco, hijo de Aristóteles y su amante Herpilis, hasta que alcanzó la mayoría de edad. Nicanor murió poco tiempo después del matrimonio ejecutado en 317 a. C. por Casandro. Teofrasto quedó al cargo de Pitias y Nicómaco.
El hecho de que Aristóteles menciona en sus últimos deseos que los otros ejecutores testamentarios deben cuidar de Herpilis, Pitias la joven y Nicómaco "hasta el regreso de Nicanor" sugiere que no estaba en Calcis en el momento de la muerte del filósofo.
Algunos estudiosos lo identifican con el funcionario macedonio Nicanor, mientras que otros afirman que son dos personas diferentes.